# Actinotus humilis
Actinotus humilis là một loài thực vật có hoa trong họ Hoa tán. Loài này được (F.Muell. & Tate) Domin mô tả khoa học đầu tiên năm 1921.